# Wasyl Burmaka
Wasyl Antonowycz Burmaka, Wasilij Antonowicz Burmaka (ukr. Василь Антонович Бурмака, ros. Василий Антонович Бурмака, ur. 25 lutego 1918 we wsi Nowoje Mażarowo w obwodzie charkowskim, zm. 9 września 2014 w Zaporożu) – radziecki lotnik wojskowy, major, Bohater Związku Radzieckiego (1946).

## Życiorys
Urodził się w ukraińskiej rodzinie chłopskiej. Skończył 7 klas szkoły, pracował jako ślusarz w fabryce w Dniepropietrowsku, ukończył dniepropietrowski aeroklub. Od 1938 służył w Armii Czerwonej, we wrześniu 1939 uczestniczył w agresji ZSRR na Polskę, w 1941 skończył szkołę lotników, od 1941 brał udział w wojnie z Niemcami. Od sierpnia 1943 należał do WKP(b), jako starszy lotnik 809 pułku lotnictwa szturmowego 264 Dywizji Lotnictwa Szturmowego 5 Korpusu Lotnictwa Szturmowego 5 Armii Powietrznej 2 Frontu Ukraińskiego w stopniu porucznika samolotem Ił-2 do stycznia 1945 wykonał 120 lotów bojowych, niszcząc transporty i węzły kolejowe, technikę bojową i siłę żywą wroga. W 1950 ukończył wyższą oficerską szkołę lotniczą w Krasnodarze, w 1959 został przeniesiony do rezerwy w stopniu majora. Później był działaczem społecznym, przewodniczył radzie miejskiej organizacji weteranów w Zaporożu, po rozpadzie ZSRR działał w Socjaldemokratycznej Partii Ukrainy (zjednoczonej).

## Odznaczenia
- Złota Gwiazda Bohatera Związku Radzieckiego (15 maja 1946)
- Order Lenina (15 maja 1946)
- Order Czerwonego Sztandaru (31 grudnia 1943)
- Order Wojny Ojczyźnianej I klasy (trzykrotnie - 25 lipca 1944, 9 października 1944 i 6 kwietnia 1985)
- Order Czerwonej Gwiazdy (dwukrotnie - 27 sierpnia 1943 i 3 listopada 1953)

I medale.